# Music to Be Murdered By
Music to Be Murdered By (en español: Música Para Ser Asesinado) es el undécimo álbum de estudio del cantante estadounidense de Hip-hop Eminem. Fue lanzado de forma sorpresiva el 17 de enero de 2020, por los sellos discográficos Aftermath Entertainment, Interscope Records y Shady Records siendo, de este modo, similar a la publicación de su anterior álbum Kamikaze (2018). El proyecto contó con la producción de Dr. Dre, el mismo Eminem y demás, y las canciones contienen colaboraciones con Ed Sheeran, Juice WRLD, Q-Tip, Skylar Grey, Black Thought, Royce Da 5'9'', Anderson Paak, Young M.A., Don Toliver, entre otros.
Adicionalmente, Eminem publicó el día anterior en Youtube el primer videoclip de una de las canciones del álbum, «Darkness», dirigido por James Larese.
El 18 de diciembre de 2020, Eminem lanzó una versión de lujo del álbum, llamada Music to Be Murdered By: Side B, sin ningún anuncio previo. Incluye las 20 pistas del álbum original junto con 16 nuevas. Incluye una variedad de funciones, con apariciones especiales de Skylar Gray, DJ Premier, Ty Dolla $ign, Dr. Dre, Sly Pyper, MAJ y White Gold.

## Antecedentes
El álbum fue publicado en las redes sociales del rapero con fotos de dos portadas distintas: en una, aparece Eminem vestido con un traje y sombrero negro elegante de terciopelo, sosteniendo a su lado derecho una pala. En la otra, aparece sin el sombrero ni la pala; en su lugar, con su mano izquierda apunta a su cabeza con un revólver y con la otra mano sostiene un hacha dirigiendo el filo también hacia la misma. Esta última foto, así como el título del álbum, hacen referencia a la portada del álbum de Jeff Alexander publicado en 1958, titulado Alfred Hitchcock Presents Music To Be Murdered By (en español: Alfred Hitchcock presenta Música para ser Asesinado).
Cabe destacar que en sus redes sociales Eminem también publicó la imagen de la portada del álbum de Alexander, en la cual aparece el director de cine Alfred Hitchcock sosteniendo un revólver y un hacha ambas hacia su propia cabeza. En la descripción de la publicación, el oriundo de Detroit señala: «¡Inspirado por el Maestro, el tío Alfred!», dando a entender que el proyecto fue influenciado en parte por la figura del director británico.

## Recepción
Music to Be Murdered By recibió rápidamente críticas positivas. En Metacritic el álbum recibió 64 puntos de 100 basado en 15 reseñas (siendo mejor valorado que Revival y Kamikaze) mientras que las críticas de los usuarios hicieron que llegara por momentos a una puntuación de 9.1/10 dentro de un total de 1351 calificaciones (a la fecha tiene un 8.5/10), convirtiéndose en el álbum de rap mejor valorado de la historia en el sitio habiendo dejado atrás destacados como To Pimp A Butterfly y Good Kid, M.A.A.D City, ambos de Kendrick Lamar, My Beautiful Dark Twisted Fantasy de Kanye West e incluso el clásico Illmatic de Nas. No obstante, el sitio web AnyDecentMusic? le dio una puntuación de 5.8/10.
En la prensa escrita, uno de los periodistas del diario británico The Guardian, Alexis Petridis, definió Music to Be Murdered By como un álbum «fuerte», mejor que su predecesor Kamikaze, dirigiéndose especialmente al rap de Eminem como «a la velocidad de la luz y con perfecta pronunciación» junto a «cambios constantes en el tempo y el énfasis». Además, Neil McCormick en The Daily Telegraph le dio al proyecto una valoración de 5 estrellas y añadió que era «tan brillante que debería considerarse un crimen». En una reseña más crítica, Paul A. Thompson de Pitchfork argumentó que el álbum «no es, estrictamente hablando, una buena grabación. Eminem no ha hecho algo así en una década, pero esta última se vanagloria/jacta de un buen manejo y genera suficientes ideas llamativas para mantener tu atención». Por otro lado, la canción Darkness, la cual se centra en el tiroteo de 2017 ocurrido en Las Vegas y es relatada bajo la perspectiva del atacante (Stephen Paddock) además del mismo Eminem, ha llamado atención y aclamación.
El disco debutó en el puesto número 1 en Estados Unidos (Billboard 200) y en el Reino Unido (UK Albums Chart) así como también el tema Godzilla, el cual debutó además en el Billboard Hot 100 de EE. UU. en el tercer puesto. Con esto, se convierte en el primer artista musical de la historia que debuta con 10 álbumes consecutivos en el primer lugar; los demás son The Marshall Mathers LP (2000), The Eminem Show (2002), Encore (2004), Curtain Call: The Hits (2005), Relapse (2009), Recovery (2010), The Marshall Mathers LP 2 (2013), Revival (2017) y Kamikaze (2018), sin contar el segundo álbum de estudio que lanzó en 2004 con su grupo D12, D12 World. De esta manera, Eminem sobrepasa a Kanye West como el artista que mayor cantidad de álbumes consecutivos ha conseguido debutar en el primer lugar en la historia de la música (ambos estaban empatados con nueve discos seguidos).

## Composición
La canción «Stepdad» contiene una letra escrita por Eminem sobre música del tema original de 1973 «Amame peteribí» de la banda argentina Pescado Rabioso.
En la canción «Godzilla» Eminem pronuncia rápidamente 229 palabras (conteniendo 339 sílabas) en 30 segundos aproximadamente. Esto significa que pronuncia 11,3 sílabas por segundo, rompiendo el récord de su famosa canción «Rap God» (157 sílabas en 15,3 segundos, llegando a 9,6 sílabas por segundo) y su colaboración en «Majesty» en el álbum Queen de Nicky Minaj (123 sílabas en 12 segundos, alcanzando las 10,3 sílabas por segundo).
- «Godzilla» es, además, el primer tema de Juice WRLD lanzado de forma póstuma, ya que el artista falleció el 8 de diciembre de 2019 por una sobredosis de Percocet. Debido a esto, Mathers, además de dedicar el disco a su anterior y difunto guardaespaldas personal, CeeAquil Allah Barnes, también se lo dedicó a Juice.[22]

## Rendimiento comercial
Music to Be Murdered By debutó número 1 en el Billboard 200 con 279 mil ventas aproximadamente, consistiendo en 117 mil ventas tradicionales, 217,6 millones de streams y 8000 unidades equivalentes a álbum. En lo que respecta a UK Albums Chart, el disco entró en lo alto gracias a las 60 mil unidades equivalentes a álbum. También fue el primer puesto en Australia, Nueva Zelanda, Canadá e Irlanda.

## Lista de canciones
| Music to Be Murdered By |                                                               |                   |          |  |
| N.º                     | Título                                                        | Productores       | Duración |  |
| 1.                      | «Premonition (Intro)»                                         | Eminem            | 2:53     |  |
| 2.                      | «Unaccommodating» (con Young M.A)                             | Eminem            | 3:36     |  |
| 3.                      | «You Gon' Learn» (con Royce da 5'9" & White Gold)             | Royce da 5'9"     | 3:54     |  |
| 4.                      | «Alfred (Interlude)»                                          | Dr. Dre           | 0:30     |  |
| 5.                      | «Those Kinda Nights» (con Ed Sheeran)                         | D.A Got That Dope | 2:57     |  |
| 6.                      | «In Too Deep»                                                 | Suby              | 3:14     |  |
| 7.                      | «Godzilla» (con Juice Wrld)                                   | D.A Got That Dope | 3:30     |  |
| 8.                      | «Darkness»                                                    | Eminem            | 5:37     |  |
| 9.                      | «Leaving Heaven» (con Skylar Grey)                            | Skylar Grey       | 4:25     |  |
| 10.                     | «Yah Yah» (con Royce da 5'9", Black Thought, Q-Tip, & Denaun) | Mr. Porter        | 4:46     |  |
| 11.                     | «Stepdad (Intro)»                                             | Dr. Dre           | 0:15     |  |
| 12.                     | «Stepdad»                                                     | Eminem            | 3:33     |  |
| 13.                     | «Marsh»                                                       | Eminem            | 3:20     |  |
| 14.                     | «Never Love Again»                                            | Eminem            | 2:57     |  |
| 15.                     | «Little Engine»                                               | Dr. Dre           | 2:57     |  |
| 16.                     | «Lock It Up» (con Anderson .Paak)                             | Dr. Dre           | 2:50     |  |
| 17.                     | «Farewell»                                                    | Ricky Racks       | 4:07     |  |
| 18.                     | «No Regrets» (con Don Toliver)                                | D.A Got That Dope | 3:20     |  |
| 19.                     | «I Will» (con Kxng Crooked, Royce da 5'9", & Joell Ortiz)     | Eminem            | 5:03     |  |
| 20.                     | «Alfred (Outro)»                                              | Dr. Dre           | 0:39     |  |
| 64:23                   |                                                               |                   |          |  |

Créditos de samples
- "Premonition (Intro)" y "Alfred (Interlude)" contienen muestras de "Music to Be Murdered By", escrita por Jeff Alexander, interpretada por Alfred Hitchcock.
- Alfred (Outro)" contiene una muestra de "The Hour of Parting", escrita por Jeff Alexander e interpretada por Alfred Hitchcock.
- Little Engine" contiene una muestra de "Do Not Stand a Ghost of a Chance with You", escrita por Jeff Alexander e interpretada por Alfred Hitchcock.
- Farewell" contiene una muestra de "No Games", escrita por Craig Marsh y Dave Kelly, interpretada por Serani.
- "Yah Yah" samplea voces de "Woo Hah!!! Got You All in Check", escrita e interpretada por Busta Rhymes.

## Certificaciones
| País           | Organismo certificador | Certificación | Ventas certificadas | Ref    |
| -------------- | ---------------------- | ------------- | ------------------- | ------ |
| Estados Unidos | RIAA                   | Oro           | 500 000             | [ 23 ] |
| Reino Unido    | BPI                    | Plata         | 60 000              | [ 24 ] |
| Nueva Zelanda  | RIANZ                  | Oro           | 7 500               | [ 25 ] |

## Music to Be Murdered By: Side B
Music to Be Murdered By: Side B es la reedición del undécimo álbum de estudio del rapero estadounidense Eminem, Music to Be Murdered By. Fue lanzado el 18 de diciembre de 2020 por Aftermath Entertainment, Interscope Records y Shady Records. Similar a los dos álbumes anteriores de Eminem, fue lanzado sin ningún anuncio previo. El álbum fue producido por Eminem y Dr. Dre, entre otros productores. Contiene un disco extra con dieciséis nuevas pistas, con apariciones especiales de Skylar Grey, DJ Premier, Ty Dolla Sign, Dr. Dre, Sly Pyper, MAJ, y White Gold. El lanzamiento del álbum fue acompañado por el video musical de «Gnat» dirigido por Cole Bennett.

## Antecedentes
El 18 de diciembre de 2020, salió a la venta una edición de lujo de la cara B del álbum, titulada Music to Be Murdered By - Side B. Al igual que los dos álbumes anteriores de Eminem, se lanzó sin ningún anuncio previo. Contiene un disco extra con dieciséis temas nuevos, con apariciones como invitados de Skylar Grey, DJ Premier, Ty Dolla $ign, Dr. Dre, Sly Pyper, MAJ y White Gold.  El lanzamiento del álbum vino acompañado de un vídeo musical para "Gnat", dirigido por Cole Bennett.  El vídeo musical de "Higher" se estrenó el 23 de enero de 2021.  También se estrenaron los vídeos líricos de "Alfred's Theme" y "Tone Deaf", en esta última canción Mathers rinde homenaje al fallecido rapero de Chicago King Von.  En mayo de 2021, se publicó una remezcla de "Killer", en la que participaron Jack Harlow y Cordae..
La semana en que salió a la venta la edición de lujo, el álbum registró un aumento del 1.125% en unidades vendidas con respecto a la semana anterior, moviendo 94.000 unidades. Esto llevó al álbum de nuevo al puesto 3 de la lista de álbumes Billboard 200 en su 48.ª semana, un salto de 196 puestos desde la semana anterior, superando un récord de Billboard 200 de 50 años que anteriormente ostentaba Bob Dylan con Self Portrait (1970), que dio un salto de 193 puestos. 

## Recepción Crítica
En general, Side B recibió críticas positivas. Robert Christgau valoró el lanzamiento como "una prueba más de que Eminem ama la rima de forma tan compulsiva como el propio MF DOOM", y añadió que "si no es tan juguetón o surrealista como Doom, seguro que enuncia mejor, con una destreza tímbrica que nunca se ve anulada por el estilo de producción con influencias rockeras que Dr. Dre le impuso hace décadas y que supervisa aquí". Aunque destacó las letras de "Alfred's Theme", "Tone Deaf", "Black Magic" y "These Demons" de la Cara B, también observó "más fanfarronería y menos deleite en estas palabras por sí mismas que en las de la Cara A".

## Lista de Canciones
| MTBMB Side B Edición Deluxe |                                          |                    |          |  |
| N.º                         | Título                                   | Productores        | Duración |  |
| 1.                          | «Alfred» (Intro)                         | Eminem             | 0:17     |  |
| 2.                          | «Black Magic» (con Skylar Grey)          | Skylar Grey        | 2:54     |  |
| 3.                          | «Alfred’s Theme»                         | Eminem             | 5:39     |  |
| 4.                          | «Tone Deaf»                              | Eminem             | 4:50     |  |
| 5.                          | «Book of Rhymes» (con DJ Premier)        | Eminem             | 4:49     |  |
| 6.                          | «Favorite Bitch» (con Ty Dolla Sign)     | Blacknailz         | 3:56     |  |
| 7.                          | «Guns Blazing» (con Dr. Dre & Sly Pyper) | J.LBS              | 3:16     |  |
| 8.                          | «Gnat»                                   | D.A. Got That Dope | 3:44     |  |
| 9.                          | «Higher»                                 | Eminem             | 3:42     |  |
| 10.                         | «These Demons» (con MAJ)                 | Eminem             | 3:27     |  |
| 11.                         | «Key» (Skit)                             | Eminem             | 0:57     |  |
| 12.                         | «She Loves Me»                           | Dr. Dre            | 3:24     |  |
| 13.                         | «Killer»                                 | D.A. Got That Dope | 3:15     |  |
| 14.                         | «Zeus» (con White Gold)                  | T-Minus            | 3:50     |  |
| 15.                         | «Thus Far» (Interlude)                   | Eminem             | 0:16     |  |
| 16.                         | «Discombobulated»                        | Dr. Dre            | 4:12     |  |
| 52:28                       |                                          |                    |          |  |

## Créditos y personal
Músicos
- Luis Resto – teclados (1–3, 5–10, 12–15)
- Ken Lewis – director de orquesta (3)
- Dominic Rivinius – percusión (3)
- Sly Pyper – vocales adicionales (6, 9, 12)
- Mike Strange – teclados adicionales (9)
- Jerry "Jay Flat" Williams – saxofón (12)
- Zekkereya El-Megharbel – trombón (12)
- Chris Lowery – trompeta (12)

Técnico
- Mike Strange – Mezclador (1–10, 12–16), ingeniero de grabación (all tracks)
- Tony Campana – ingeniero de grabación (1–11, 14–16)
- Brett Kolatalo – ingeniero de grabación (3)
- Joe Strange – ingeniero de grabación (5, 13)
- Lola A. Romero – ingeniero de grabación (7)
- Fredwreck – ingeniero de grabación (7)
- Victor Luevanos – ingeniero de grabación (12, 16)
- Quentin "Q" Gilkey – ingeniero de grabación (12, 16)
- Maurecio "Veto" Iragorri – ingeniero de grabación (16)
- Jeremy Zumo Kollie – ingeniero de grabación (7)
- Robert Reyes – ingeniero de grabación (16)

## Charts

### Weekly charts
| Chart (2020)                            | Peak position |
| --------------------------------------- | ------------- |
| Australia (ARIA)                        | 1             |
| Austria (Ö3 Austria)                    | 1             |
| Bélgica (Ultratop Flandes)              | 1             |
| Bélgica (Ultratop Valonia)              | 5             |
| Canadá (Billboard Canadian Albums)      | 1             |
| República Checa (ČNS IFPI)              | 1             |
| Dinamarca (Hitlisten)                   | 1             |
| Países Bajos (Album Top 100)            | 1             |
| Estonia (Eesti Tipp-40)                 | 1             |
| Finlandia (Suomen virallinen lista)     | 1             |
| Francia (SNEP)                          | 4             |
| Alemania (Offizielle Top 100)           | 2             |
| Grecia (IFPI)                           | 1             |
| Hungría (MAHASZ)                        | 15            |
| Irlanda (OCC)                           | 1             |
| Italia (FIMI)                           | 4             |
| Japón (Oricon)                          | 38            |
| Japón (Billboard Japan)                 | 42            |
| Lituania (AGATA)                        | 1             |
| Nueva Zelanda (RMNZ)                    | 1             |
| Noruega (VG‑lista)                      | 1             |
| Polonia (ZPAV)                          | 5             |
| Portugal (AFP)                          | 2             |
| Escocia (Scottish Albums Chart)         | 2             |
| Corea del Sur (Gaon)                    | 52            |
| España (Promusicae)                     | 14            |
| Suecia (Sverigetopplistan)              | 2             |
| Suiza (Schweizer Hitparade)             | 1             |
| Reino Unido (UK Albums Chart)           | 1             |
| Reino Unido (UK R&B Albums)             | 1             |
| Estados Unidos (Billboard 200)          | 1             |
| Estados Unidos (Top Rap Albums)         | 1             |
| Estados Unidos (Top R&B/Hip-Hop Albums) | 1             |

### Year-end charts
| Chart (2020)                          | Position |
| ------------------------------------- | -------- |
| Australian Albums (ARIA)              | 10       |
| Australian Hip Hop/R&B Albums (ARIA)  | 2        |
| Austrian Albums (Ö3 Austria)          | 32       |
| Belgian Albums (Ultratop Flanders)    | 28       |
| Belgian Albums (Ultratop Wallonia)    | 117      |
| Canadian Albums (Billboard)           | 7        |
| Danish Albums (Hitlisten)             | 19       |
| Dutch Albums (Album Top 100)          | 20       |
| French Albums (SNEP)                  | 114      |
| German Albums (Offizielle Top 100)    | 69       |
| Icelandic Albums (Plötutíðindi)       | 47       |
| Irish Albums (IRMA)                   | 23       |
| Italian Albums (FIMI)                 | 67       |
| New Zealand Albums (RMNZ)             | 21       |
| Norwegian Albums (VG-lista)           | 15       |
| Swedish Albums (Sverigetopplistan)    | 32       |
| Swiss Albums (Schweizer Hitparade)    | 12       |
| UK Albums (OCC)                       | 11       |
| US Billboard 200                      | 21       |
| US Top R&B/Hip-Hop Albums (Billboard) | 14       |

| Chart (2021)                         | Position |
| ------------------------------------ | -------- |
| Australian Albums (ARIA)             | 77       |
| Australian Hip Hop/R&B Albums (ARIA) | 20       |
| Belgian Albums (Ultratop Flanders)   | 98       |
| Canadian Albums (Billboard)          | 16       |
| Swiss Albums (Schweizer Hitparade)   | 81       |
| US Billboard 200                     | 46       |

| Chart (2022)     | Position |
| ---------------- | -------- |
| US Billboard 200 | 191      |